# تئودور چرنی
تئودور چرنی (چکی: Teodor Černý؛ زادهٔ ۱۸ ژانویهٔ ۱۹۵۷) دوچرخه‌سوار اهل چکسلواکی است.
وی در مسابقات کشوری و بین‌المللی در مجموع برندهٔ ۱ مدال طلا، ۲ مدال برنز شده‌است.